# Рождество Богородично (Влахи)
„Рождество Богородично“ или „Света Богородица“ е възрожденска църква в кресненското пиринско село Влахи, България, част от Неврокопската епархия на Българската православна църква.

## История
Църквата е построена през 1750 (изписана на кръста на царските двери) или 1759 година и е най-старата в Кресненско. Църквата е разположена в южната част на селото на левия бряг на Влахинска река. Храмът е построен тайно, без разрешение от властите, и е полувкопан. В храма към началото на XXI век не се служи и той е пред разпадане.